# Ferrocarril Decauville Oswald
| Trigonometrischer Punkt an der Bahnstrecke                                                                              |                     |                                    |                                    |
| Streckenverlauf |                     |                                    |                                    |
| Streckenlänge: | 14 km               |                                    |                                    |
| Spurweite: | 600 mm (Schmalspur) |                                    |                                    |
| |                     |                                    |                                    |
| \| \| \| Ramal C25 del Ferrocarril Belgrano \| \| \| \| \| Palo Santo \| \| \| \| \| \| \| \| \| \| Obraje Oswald \| \| |                     |                                    |                                    |
| Haltepunkt / Haltestelle quer (Strecke außer Betrieb)                                                                   |                     | Ramal C25 del Ferrocarril Belgrano | Ramal C25 del Ferrocarril Belgrano |
| Haltepunkt / Haltestelle Streckenanfang (Strecke außer Betrieb)                                                         |                     | Palo Santo                         | Palo Santo                         |
| Strecke (außer Betrieb)                                                                                                 |                     |                                    |                                    |
| Haltepunkt / Haltestelle Streckenende (Strecke außer Betrieb)                                                           |                     | Obraje Oswald                      | Obraje Oswald                      |

Die Ferrocarril Decauville Oswald war eine von 1916 bis 1954 betriebene, 14 km lange Feldbahn mit 600 mm Spurweite nordwestlich von Pirané in der argentinischen Provinz Formosa.

## Lage
Die fest verlegte Hauptstrecke bestand aus Stahlschienen auf Holzschwellen. Sie führte vom Bahnhof Palo Santo an der Meterspur-Strecke Formosa–Embarcación (Ramal C25 del Ferrocarril Belgrano) zum Sägewerk der Obraje Oswald. 
Die Strecke war Teil eines 72 km langen Netzwerks von Palo Santo zum Rio Bermejo, das trochita angosta oder quebrachero genannt wurde, weil es für die für den Transport von für die Tannin-Gerbstoffherstellung erforderlichem Quebracho-Hartholz (Schinopsis lorentzii und Schinopsis balansae) verwendet wurde.

## Geschichte
Simón Ostwald war 1860 einer der ersten jüdischen Einwanderer in Argentinien. Er gründete einen Zeitungs- und Buchverlag und war ein Pionier der Druckindustrie. Bis 1918 kaufte er 20.000 Hektar Land in Formosa.

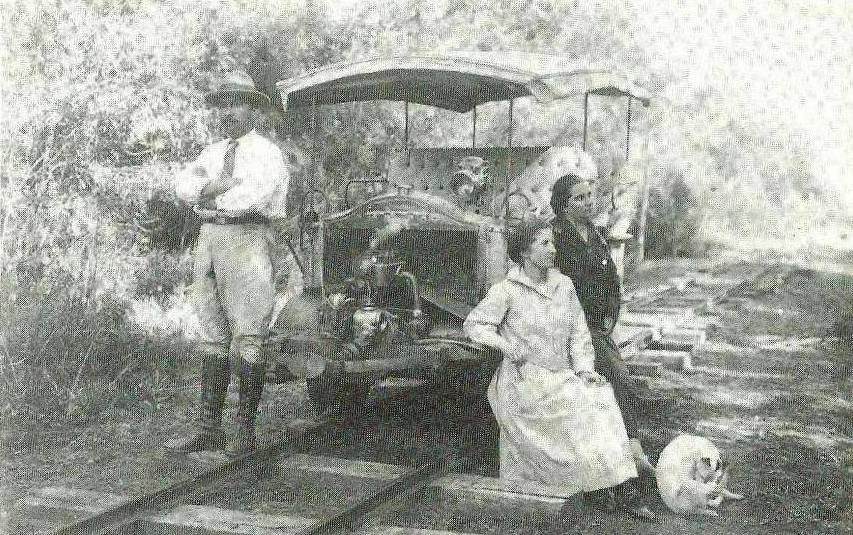
Draisine mit Verbrennungsmotor bei Pirané

Sein Landgut wurde von Ignacio Mantaras verwaltet. Für die Feldbahn beschaffte dieser von Orenstein & Koppel in eigenem Namen eine Dampflokomotive. Außerdem gab es auf der Strecke eine mit einem Benzinmotor angetriebene Draisine.